# 12663 Bjorkegren
12663 Bjorkegren este o planetă minoră (asteroid), cu un diametru de 5,238 km, din centura de asteroizi. A fost descoperită pe 2 septembrie 1978 la Observatorul La Silla de Claes-Ingvar Lagerkvist⁠(d). 
Obiectul prezintă o orbită caracterizată de o semiaxă mare de 2,9118906 UAi, o excentricitate de 0,07, o înclinație de 1,0819 ° în raport cu ecliptica.